# إعصار ماريا (2018)
إعصار ماريا، المعروف في الفلبين باسم إعصار غاردو ، كان إعصارا استوائياً قويا أثر على غوام وتايوان وأجزاء من الصين. كان أكثر الأعاصير المدارية كثافة في غرب المحيط الهادئ في عام 2018.

## التاريخ

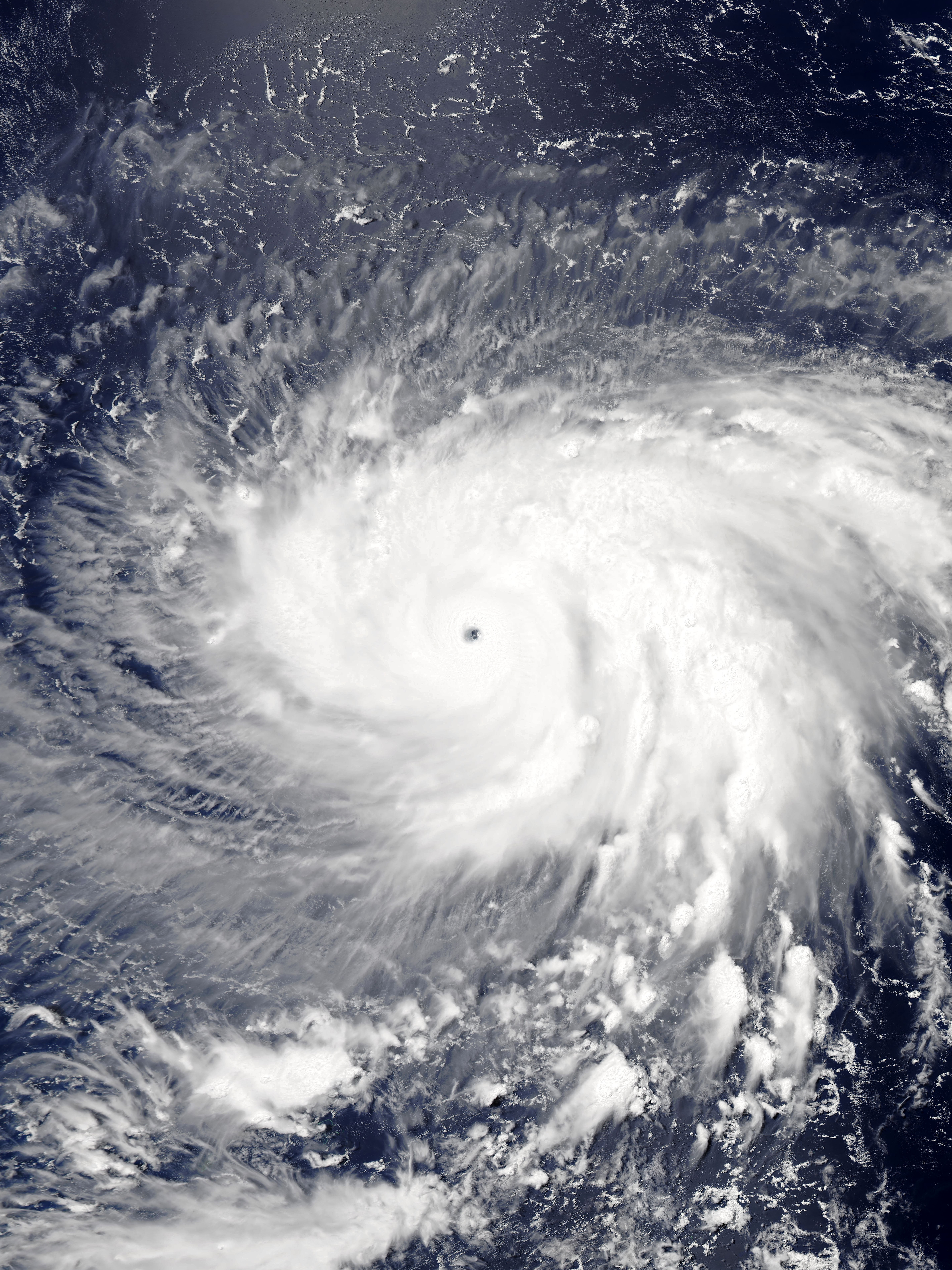
إعصار ماريا تشهد تكثيف سريع في وقت مبكر يوم 6 يوليو

## التأثير

### غوام
وقد ألحقت ماريا أضرارًا بعدد من طائرات بوينغ كيه سي -135 في قاعدة أندرسن الجوية عندما اجتاحت غوام كإعصار استوائي في الرابع من يوليو.

### شرق الصين
قدرت الخسائر الاقتصادية الإجمالية في شرق الصين بمبلغ 3.28 مليار يوان صيني(491 مليون دولار أمريكي). تسببت العاصفة في حدوث فيضانات شديدة في فوجيان وأفادت الأنباء أن حوالي 135,000 إلى 200,000 شخص قد فقدوا السلطة.

## وصلات خارجية
- JMA General Information  معلومات عامة عن اعصار ماريا
- 10W.MARIA من مختبر أبحاث البحرية الأمريكية